# Alexandria (South Dakota)
Alexandria is een plaats (city) in de Amerikaanse staat South Dakota, en valt bestuurlijk gezien onder Hanson County.

## Demografie
Bij de volkstelling in 2000 werd het aantal inwoners vastgesteld op 563.
In 2006 is het aantal inwoners door het United States Census Bureau geschat op 665, een stijging van 102 (18,1%).

## Geografie
Volgens het United States Census Bureau beslaat de plaats een oppervlakte van
1,4 km², geheel bestaande uit land. Alexandria ligt op ongeveer 404 m boven zeeniveau.

## Plaatsen in de nabije omgeving
De onderstaande figuur toont nabijgelegen plaatsen in een straal van 20 km rond Alexandria.